# Kalvárie (Vysoké Tatry)

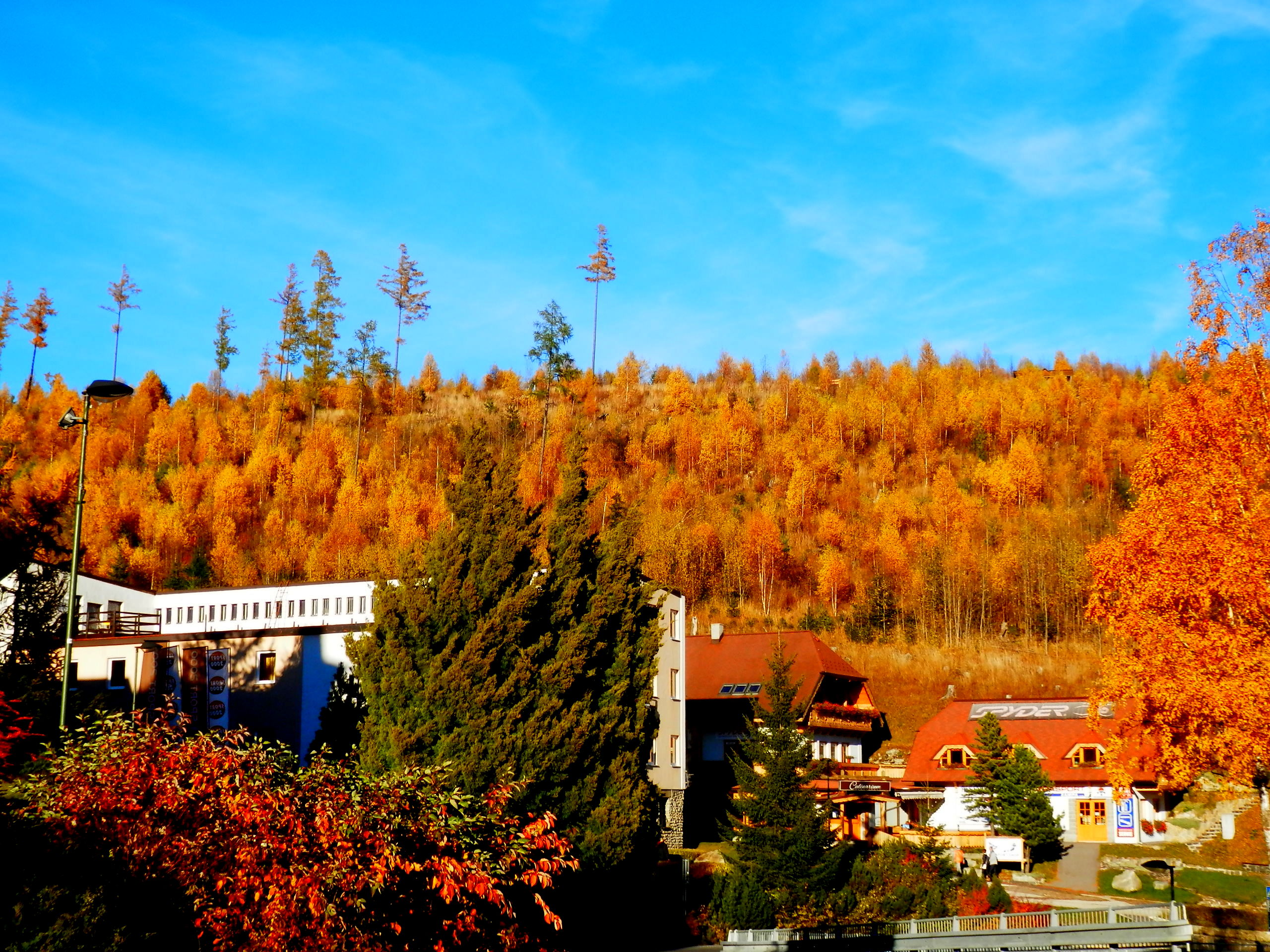
Pohled na Kalvárii ve Starém Smokovci

Kalvárie na Pěknou vyhlídku je komplex 14 uměleckých děl, která jsou vyrobena převážně ze dřeva. Nachází se na zalesněném vršku na východním okraji Starého Smokovce ve městě Vysoké Tatry. Stavět ji začali v roce 2010 a dokončena byla v roce 2015. Na její výstavbě se podílely Lázně Nový Smokovec, Tatranská galerie v Popradě, město Vysoké Tatry a Spišská diecéze.

## Přístup
Tatranská kalvárie je umístěna ve volné přírodě a dá se k ní ve Starém Smokovci dostat z cesty vedoucí na Hrebienok. Stačí hned za chatou "Čučoriedka" odbočit při informační tabuli vpravo. Je to nenáročná pěší trasa, vedoucí po upravené lesní cestě, jejíž délka je přibližně 1 kilometr. Na konci této trasy na Pěkné vyhlídce je postaven altán, odkud je překrásný pohled na Starý Smokovec a jeho okolí. Tato kalvárie je nejvýše položenou křížovou cestou ve střední Evropě a její nejvyšší bod se nachází v nadmořské výšce asi 1080 metrů. Od železniční stanice ve Starém Smokovci, která je v nadmořské výšce 1000 metrů je to převýšení přibližně 80 metrů.

## Architektura
Všechna zastavení křížové cesty  vytvořili profesionální umělci - sochaři ze Slovenska a Polska. Jejich díla mají výrazně moderní ráz. Kurátorka tohoto projektu Anna Ondrušeková v informačním katalogu napsala: "Tato kalvárie není klasickou křížovou cestou, ale výtvarnou výpovědí umělců. Je vyjádřením vztahu současného člověka k pašijovým událostem a osobnosti Ježíše Krista. Je vyjádřením zkušenosti s nesením kříže ve vlastním životě, pochopením smyslu utrpení, oběti i osvobozující naděje, které pozemský život očišťují a povznášejí. "

## Zastavení křížové cesty
Křížová cesta se skládá ze 14 zastavení, zhmotnění do uměleckých děl, které vytvořili tito umělci:
- Zastavení I. - Slavomír Gabriška (2010)
- Zastavení II. - Czeslaw Podlesny (2010)
- Zastavení III. - Jozef Mundier (2011)
- Zastavení IV. - Jaroslava Šicková (2011)
- Zastavení V. - Jaroslav Gaňa (2011)
- Zastavení VI. - Ján Sick (2011)
- Zastavení VII. - Jaroslav dráteník (2012)
- Zastavení VIII. - Štefan Koval (2012)
- Zastavení IX. - Tibor Tóth (2012)
- Zastavení X. - Jakub Kolodziejskij (2012)
- Zastavení XI. - Rastislav Biarinec (2013)
- Zastavení XII. - Ľubomír Purdeš (2013)
- Zastavení XIII. - Ján Kudlička (2013)
- Zastavení XIV. - Ivan Novotný (2015)[2]

## Galerie

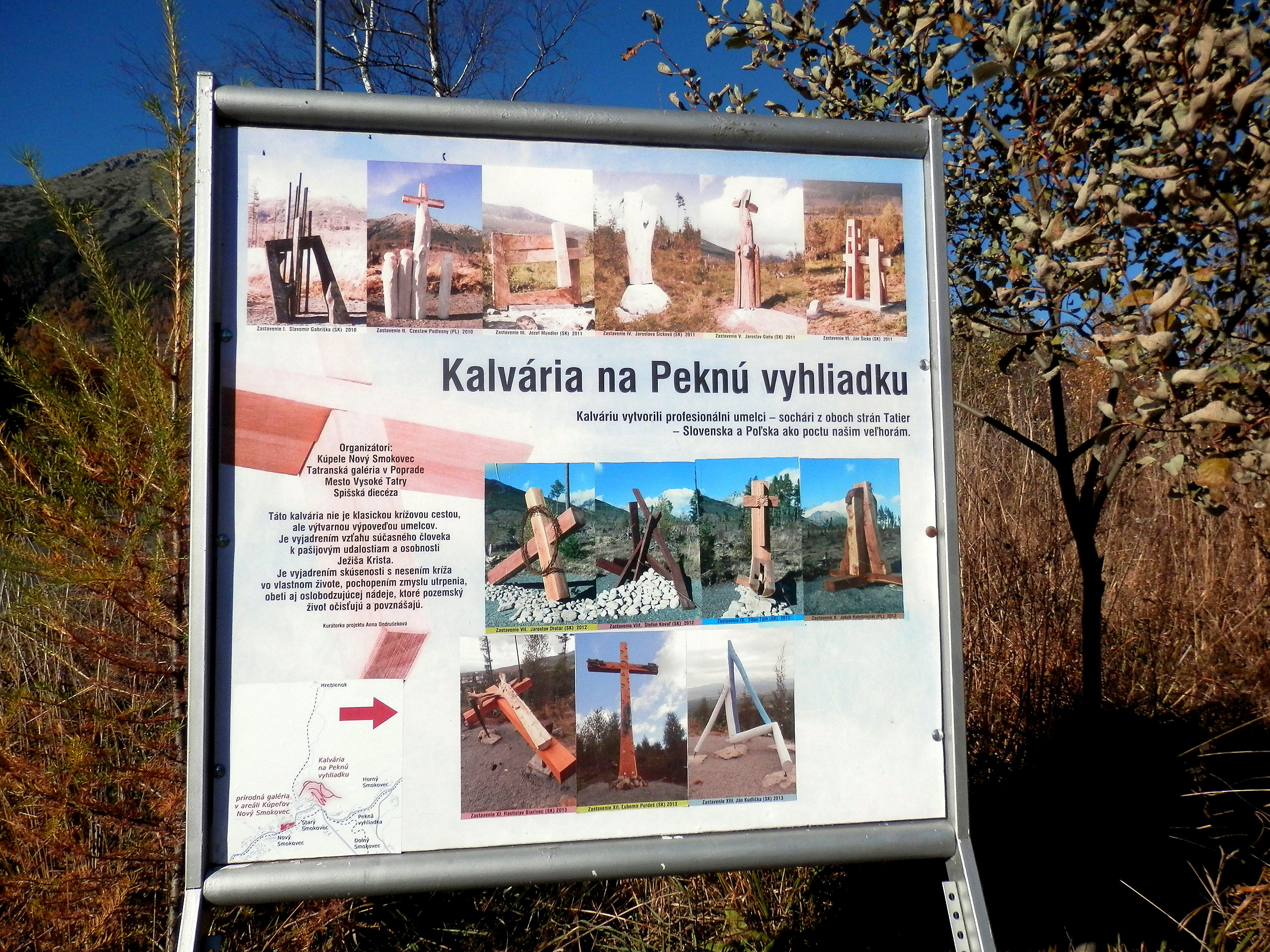
Informační tabule na začiatku křížové cesty
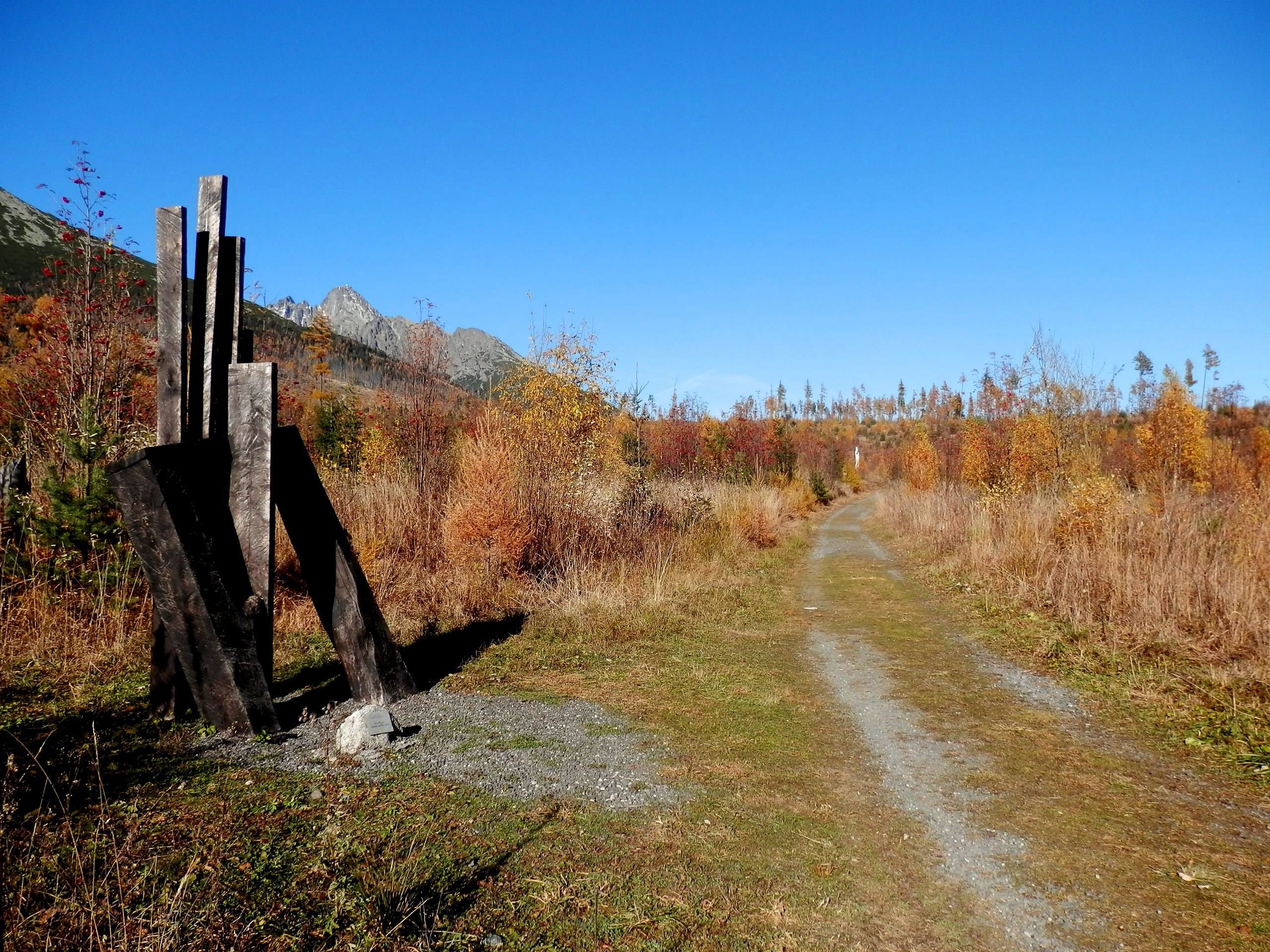
Zastavení I.
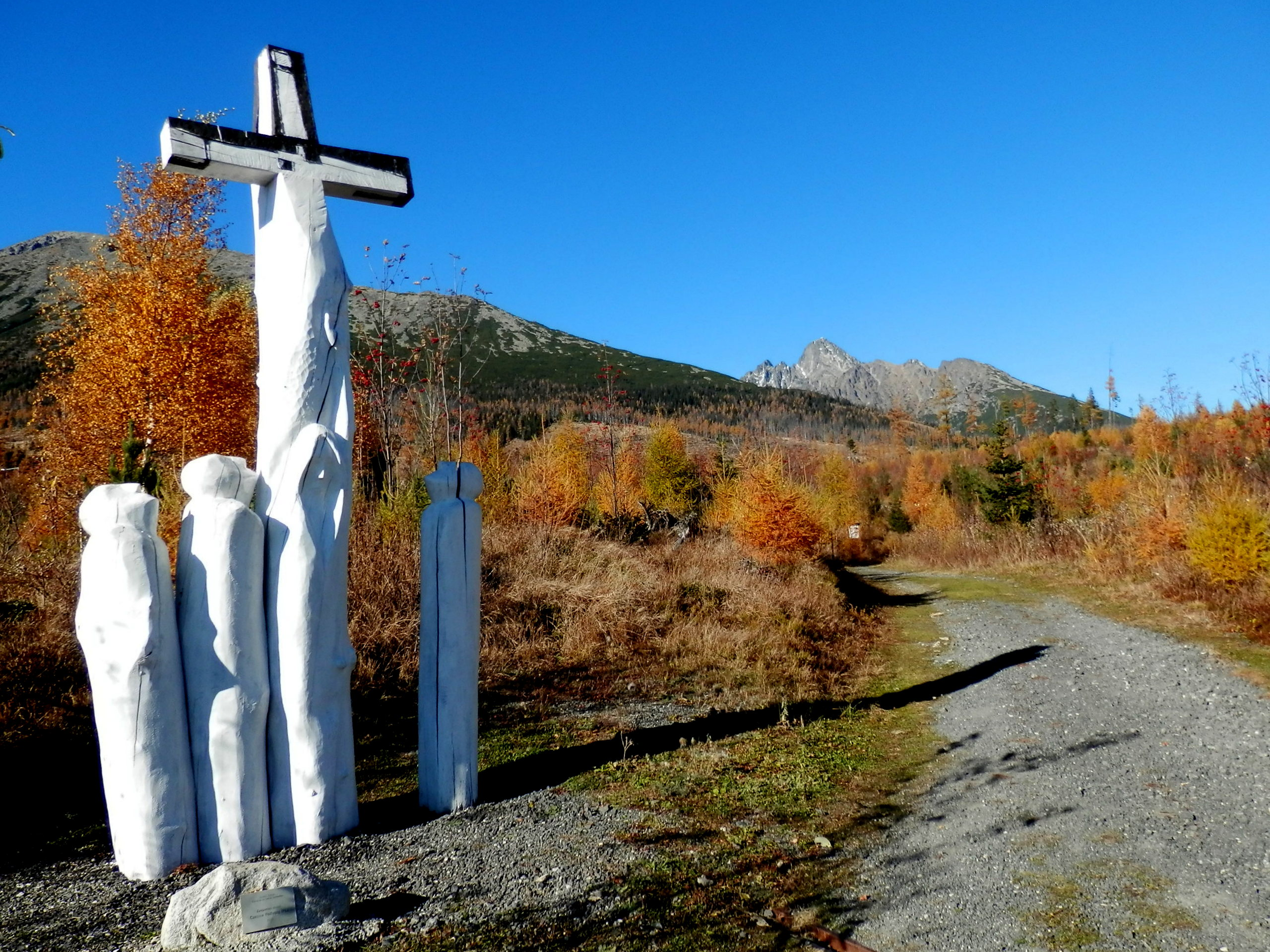
Zastavení II.
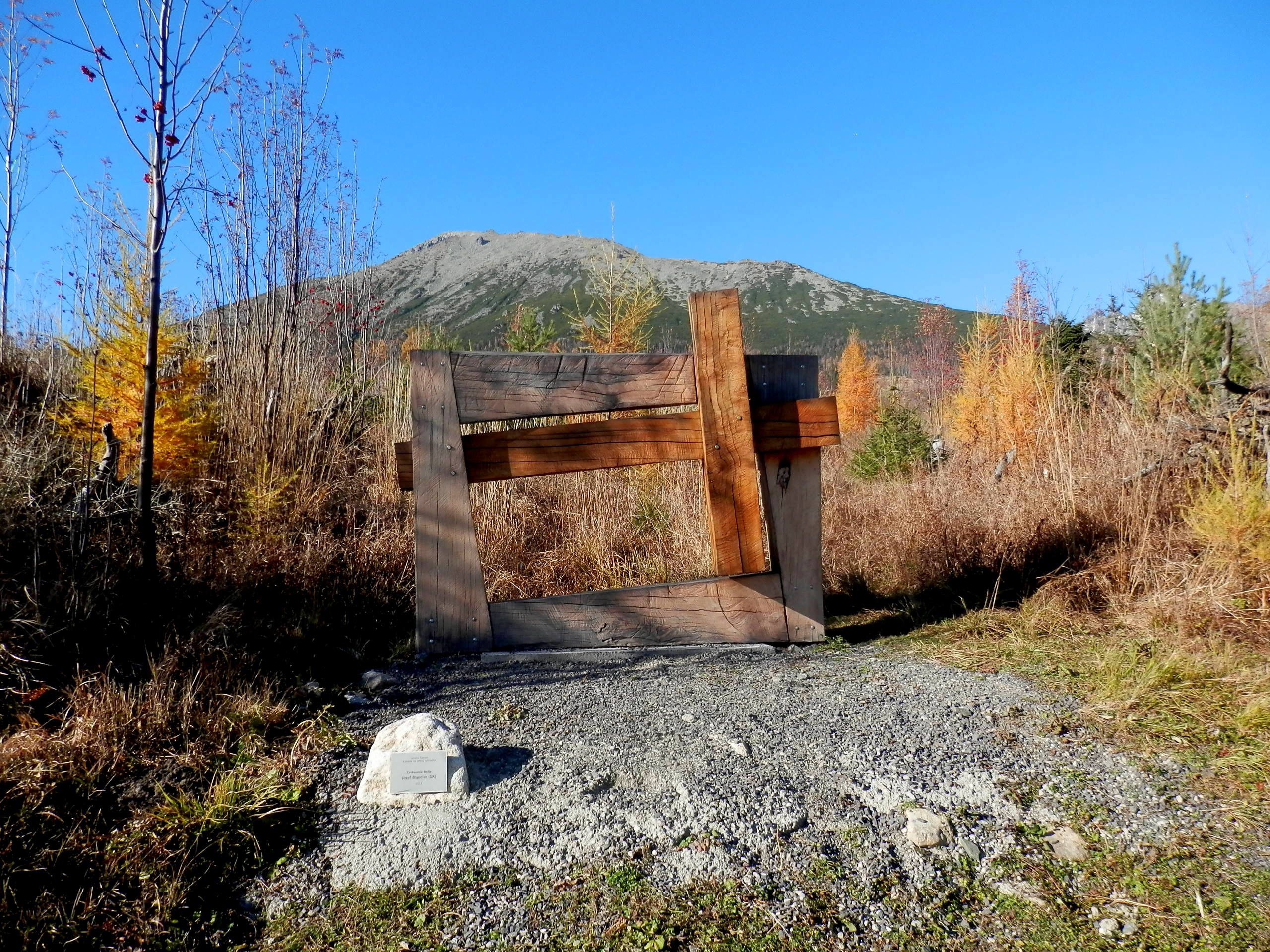
Zastavení III.
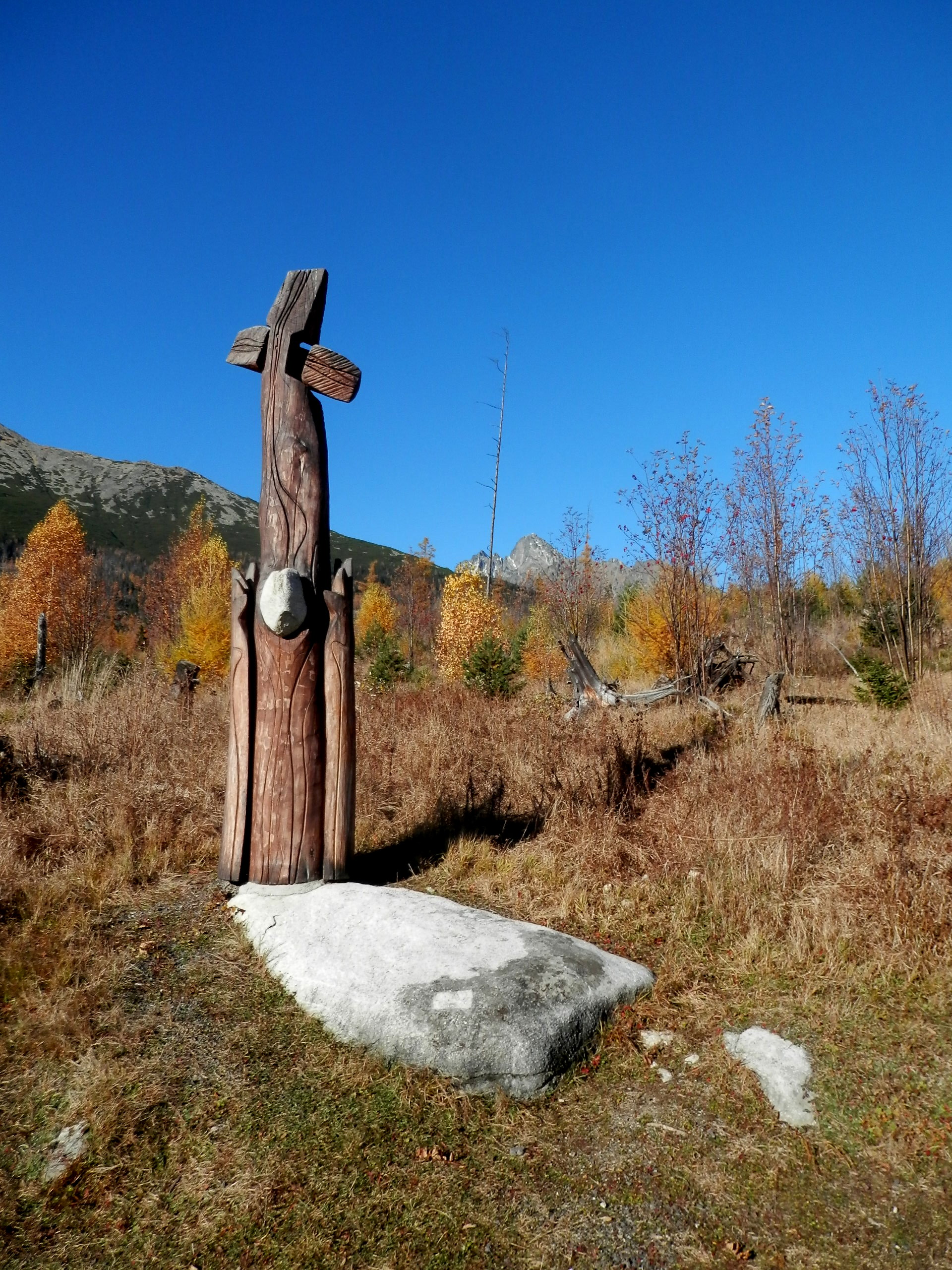
Zastavení IV.
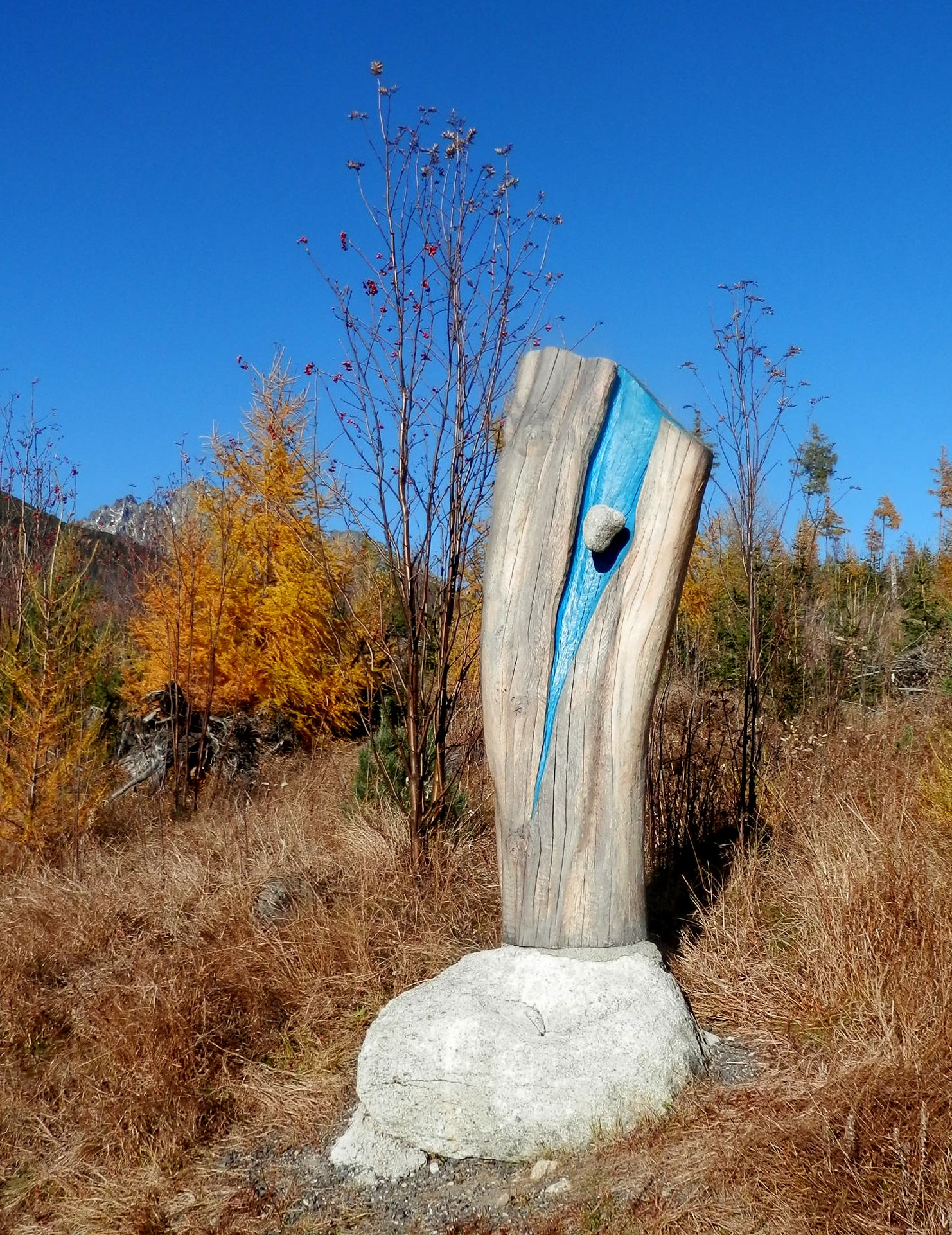
Zastavení V.
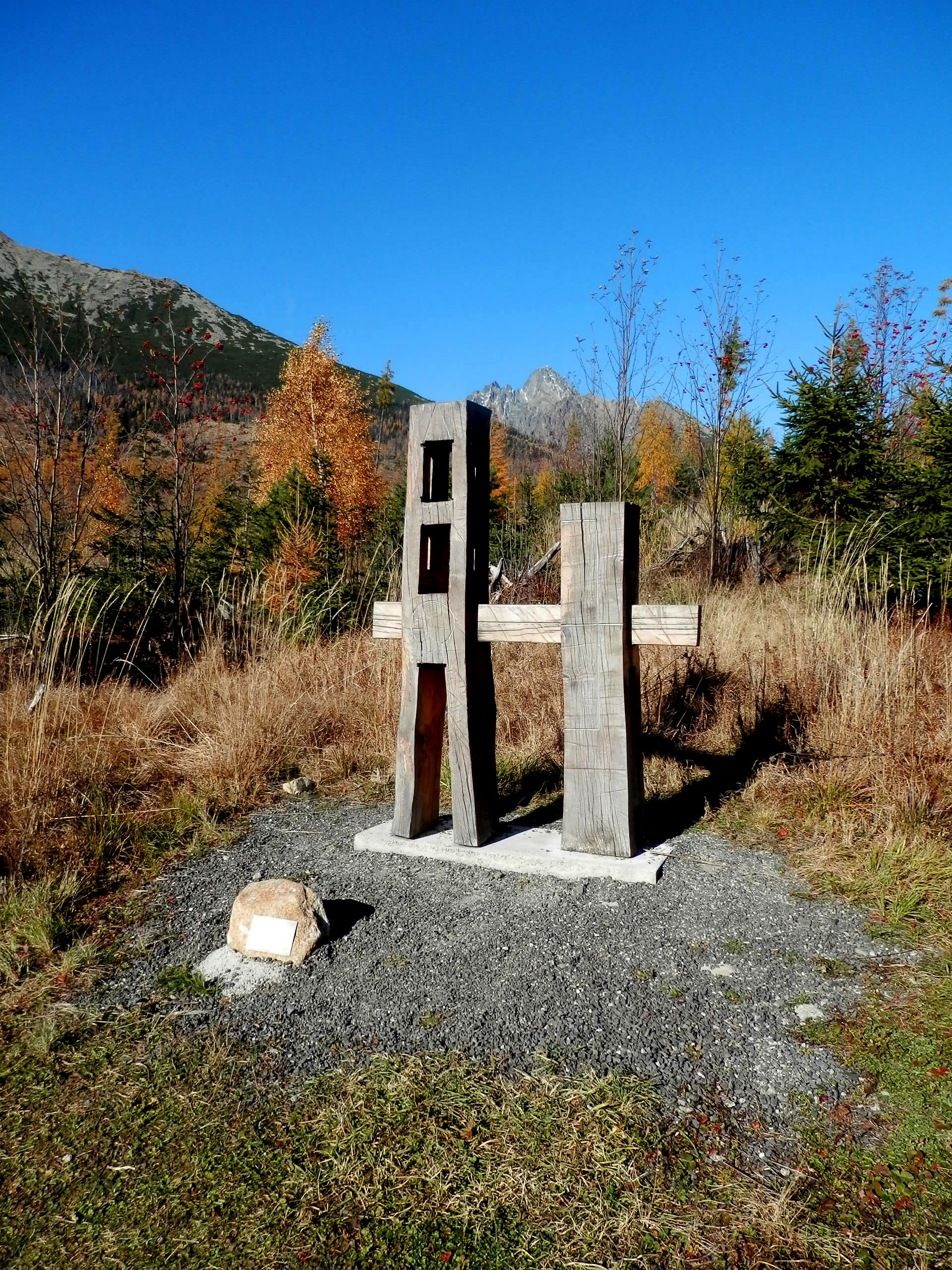
Zastavení VI.
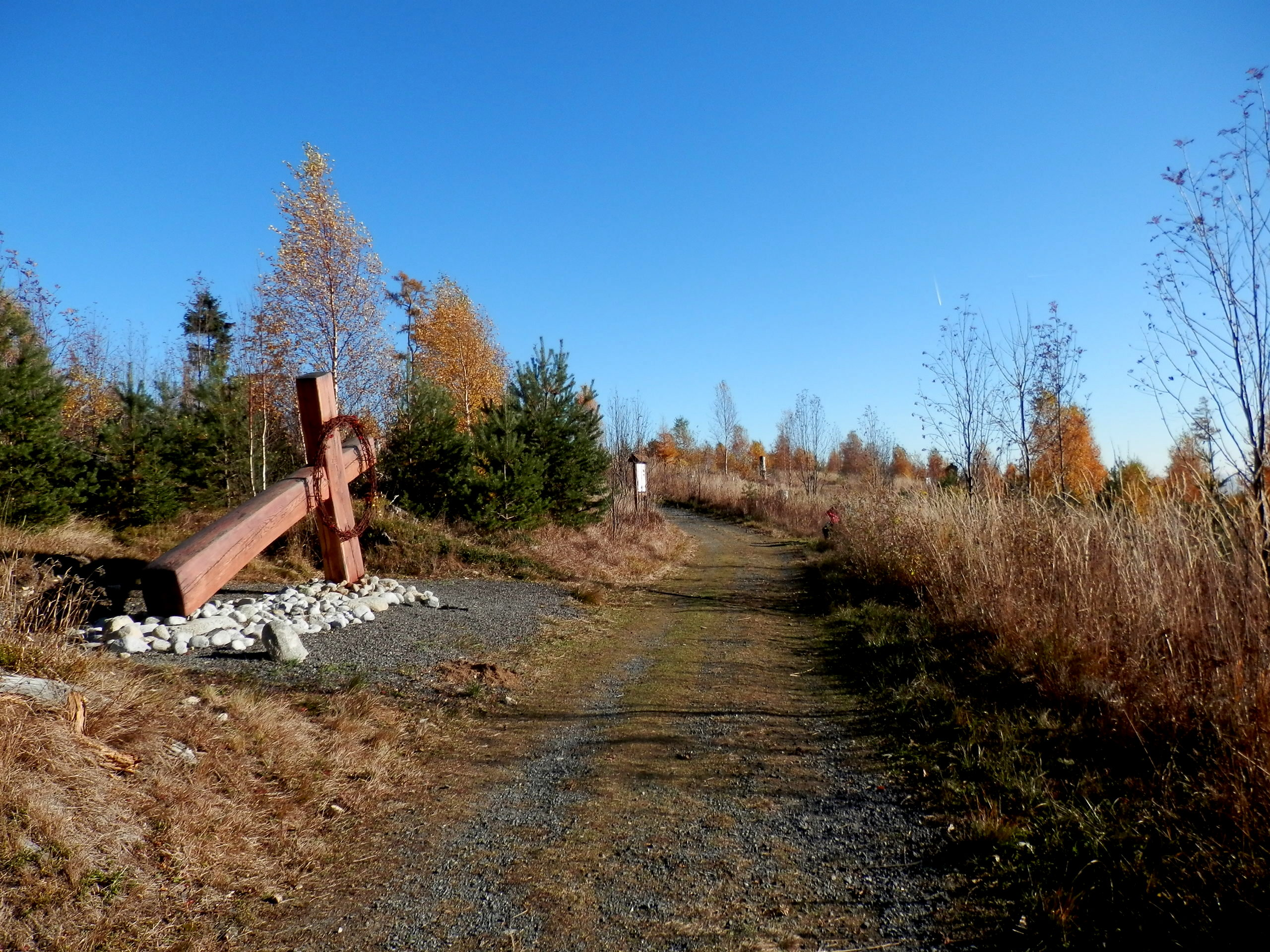
Zastavení VII.
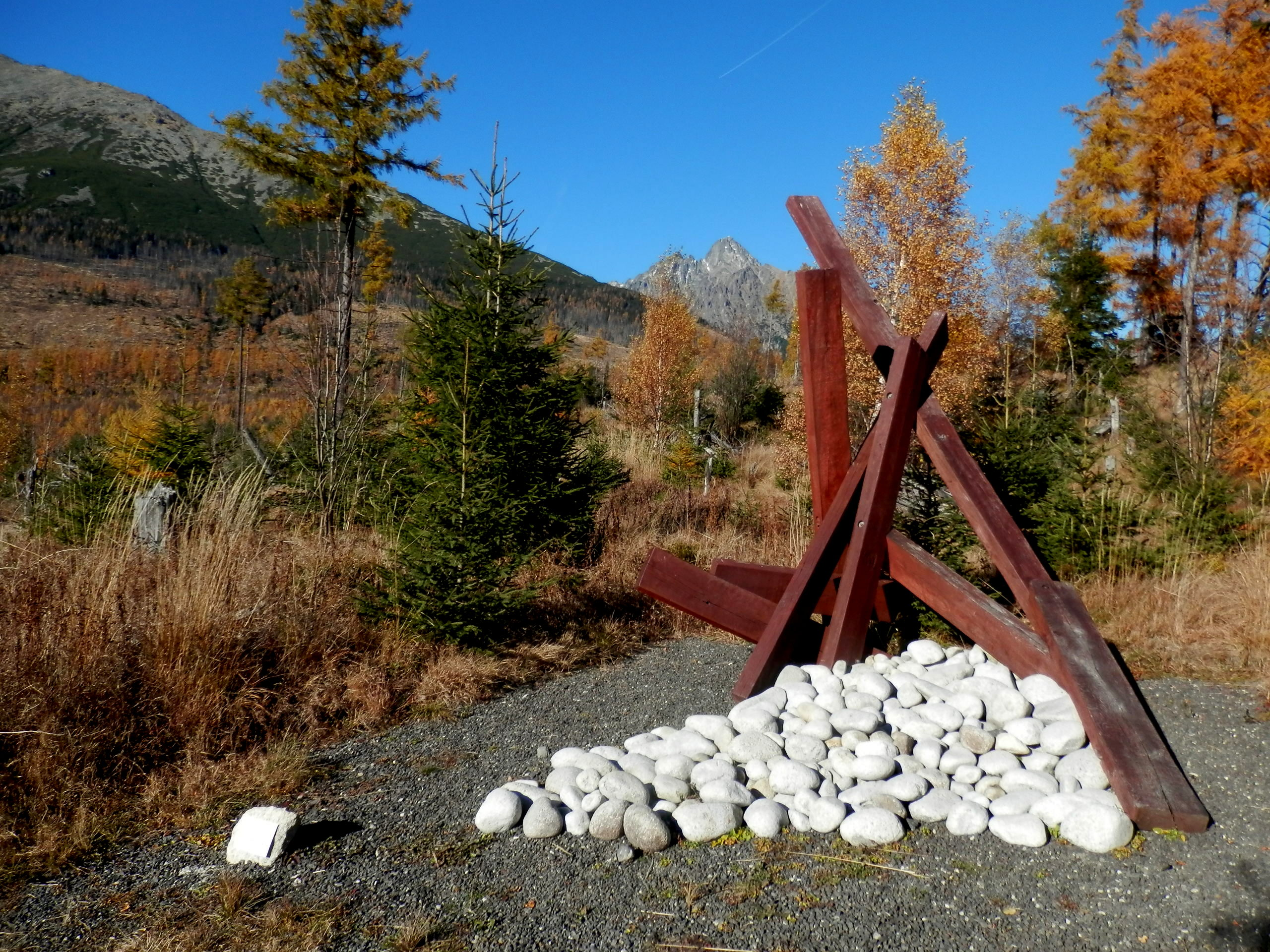
Zastavení VIII.
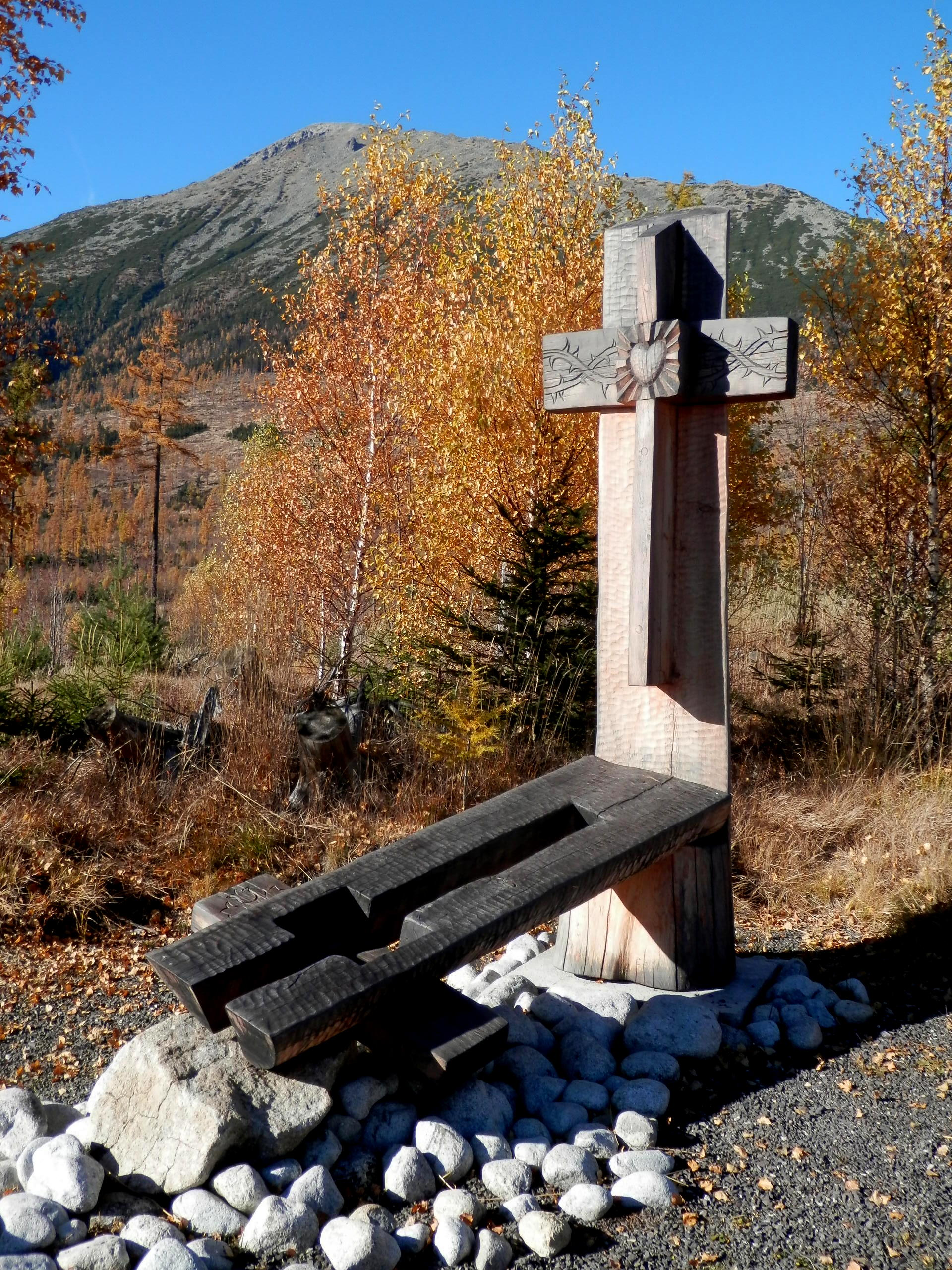
Zastavení IX.
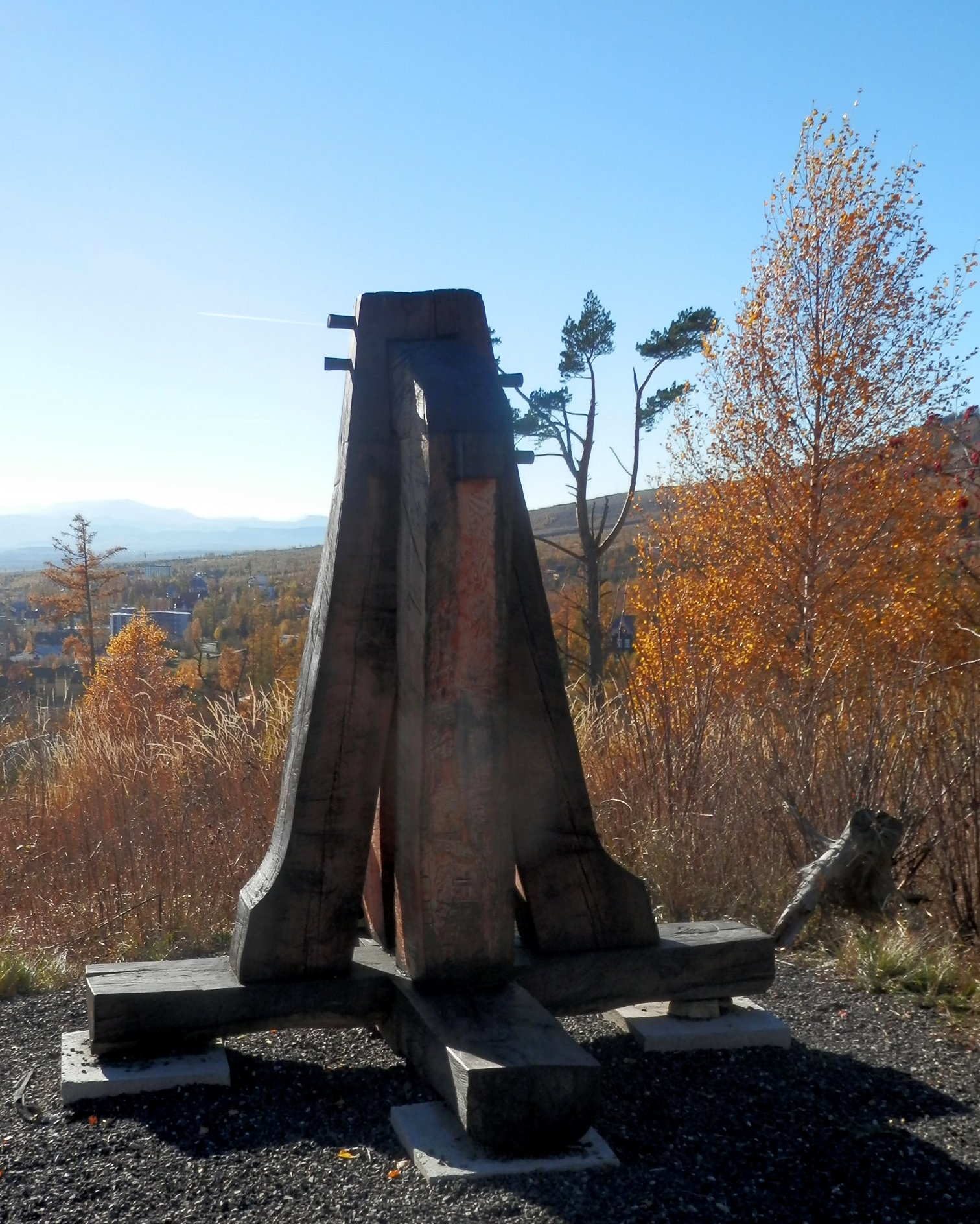
Zastavení X.
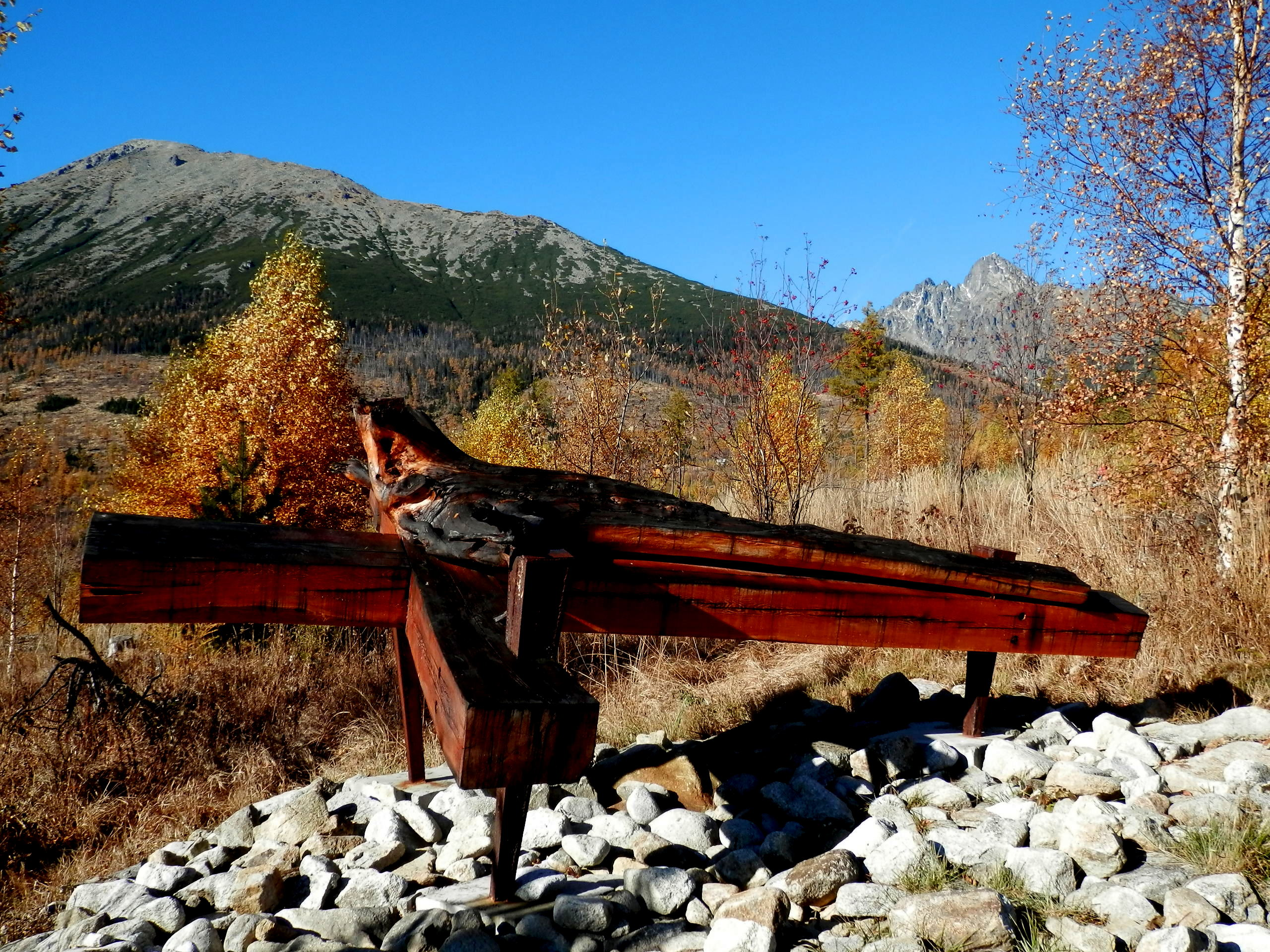
Zastavení XI.
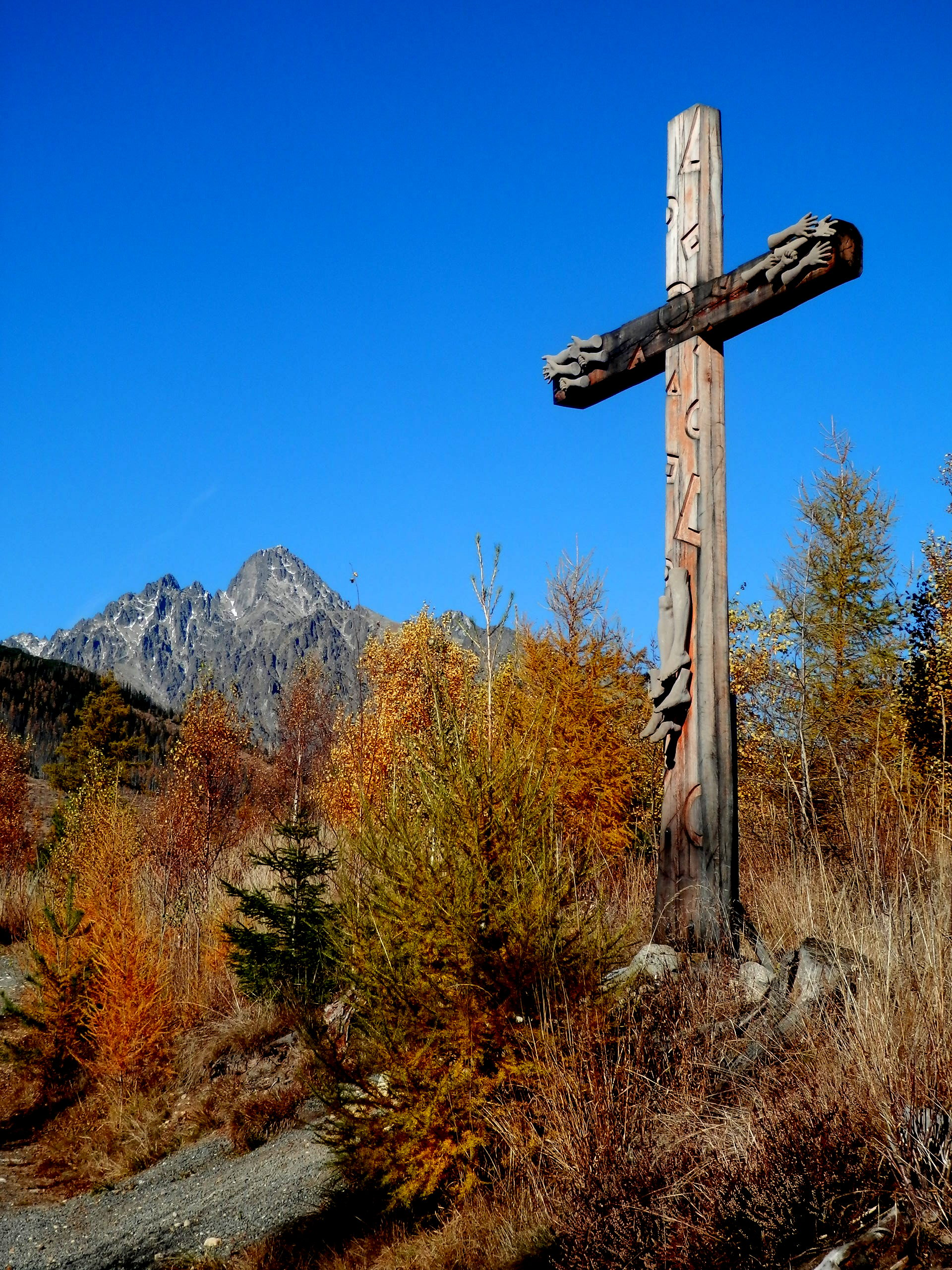
Zastavení XII.
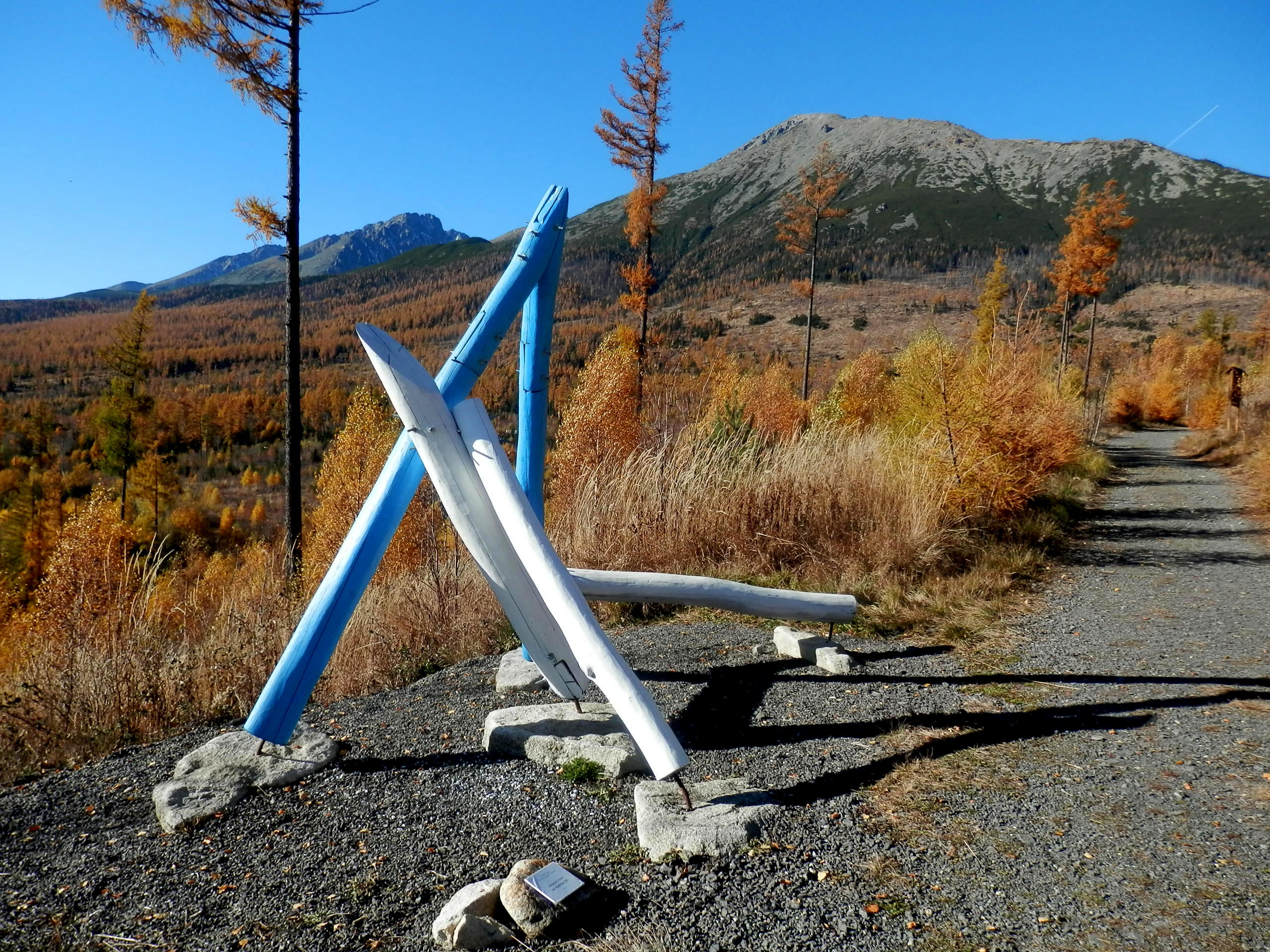
Zastavení XIII.
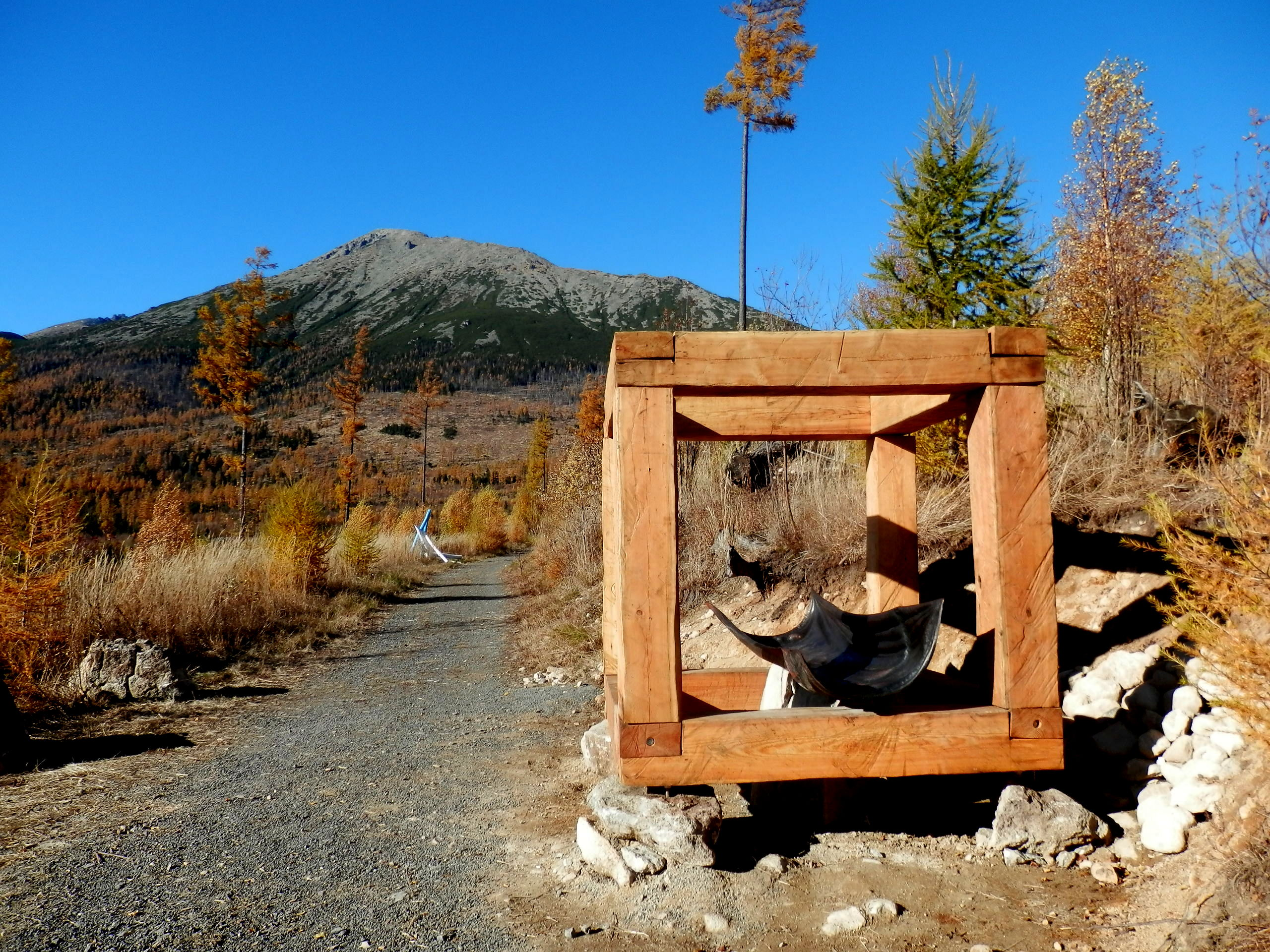
Zastavené XIV.
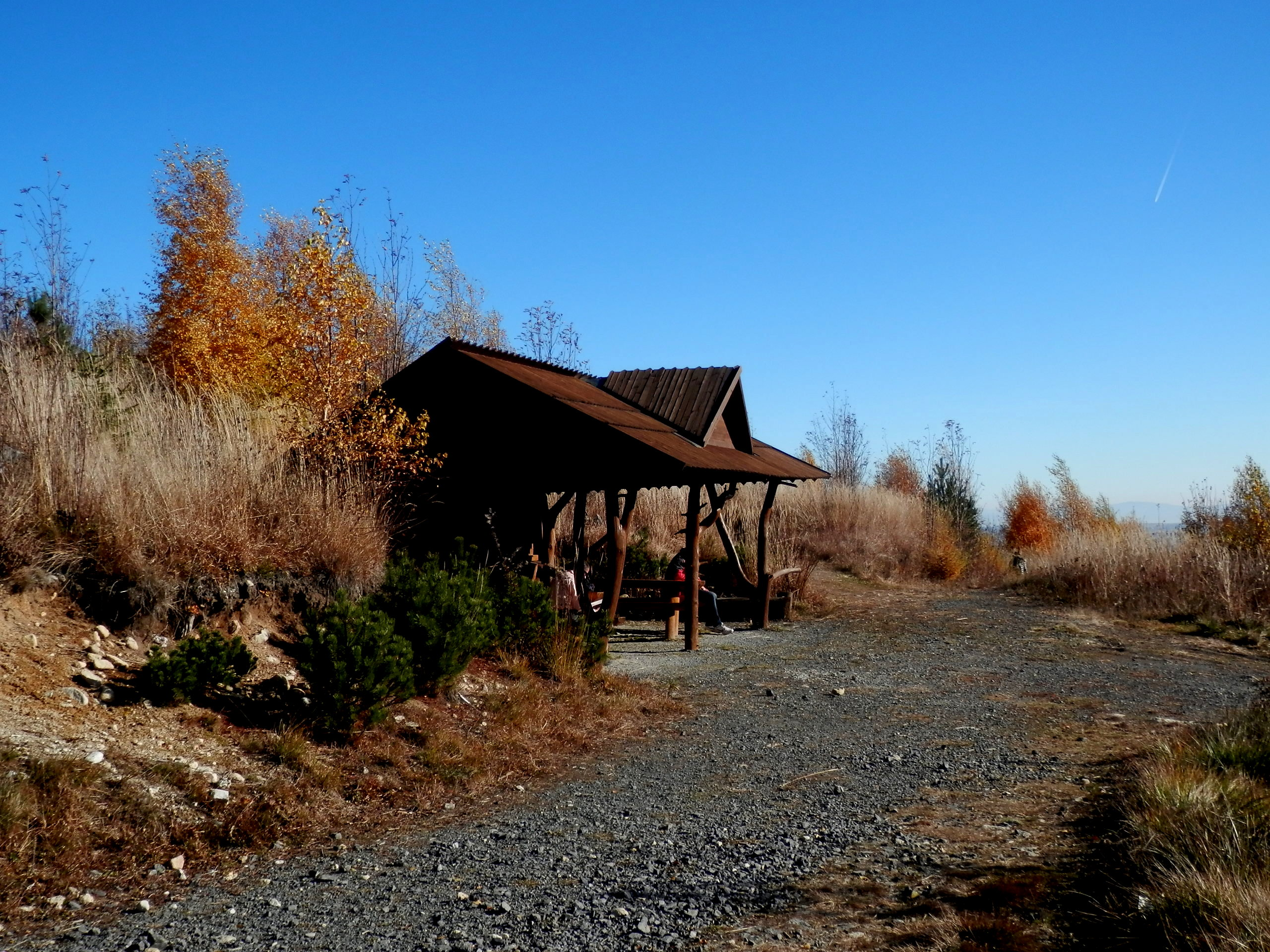
Altánek na vrchole kalvárie
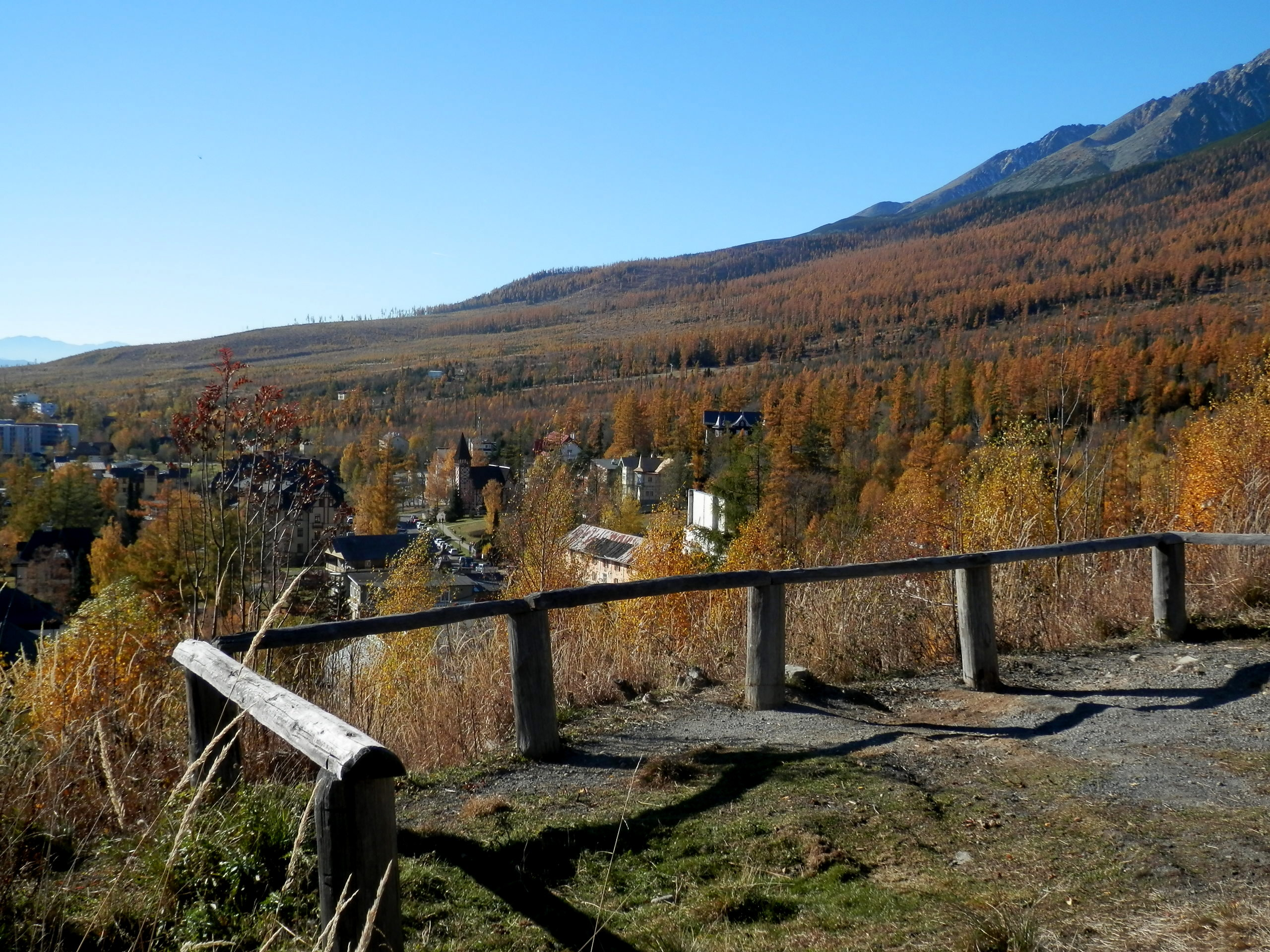
Pohled z vrcholu kalvárie na Starý Smokovec
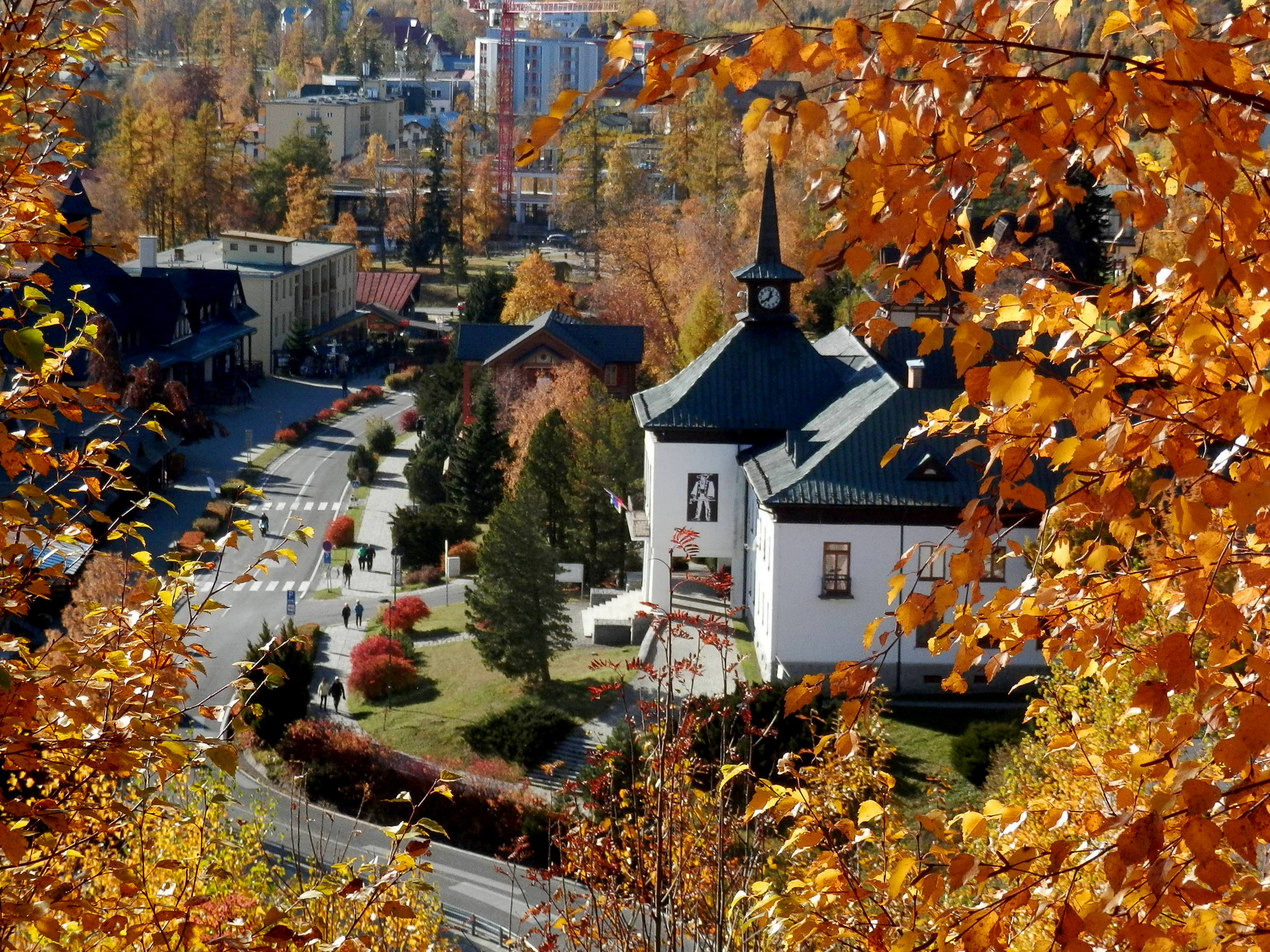
Pohled z vrcholu kalvárie na centrum Starého Smokovce